# Leiothlypis virginiae
La parula di Virginia (Leiothlypis virginiae S. F. Baird, 1860) è un uccello della famiglia dei Parulidi.
Malgrado quel che si possa pensare, in realtà la parula di Virginia non deve il nome allo stato americano della Virginia, in quanto la specie non si spinge più a est dello stato del Texas. Il confine orientale dell'areale della specie corre lungo le montagne centrali e meridionali del Colorado, il Wyoming centrale e il Nuovo Messico centrale e occidentale. La specie venne chiamata così in onore di Virginia Anderson, moglie di un chirurgo dell'esercito che scoprì l'uccello a Fort Burgwin, nel Nuovo Messico, nel 1858. Quando Spencer Fullerton Baird della Smithsonian Institution rese nota la specie alla scienza nel 1860 rispettò il volere dello scopritore della parula e scelse Virginia sia per coniare il nome comune che quello scientifico dell'animale.

## Descrizione
La parula di Virginia è un uccello di piccole dimensioni, di appena 10-11,25 cm di lunghezza. Di colore prevalentemente grigio, ha la parte inferiore dell'addome di colore più chiaro e un anello oculare bianco. Le copritrici del groppone e del sottocoda sono gialle. I maschi presentano inoltre una macchia gialla sul petto e il vertice rosso, dei quali sono privi sia le femmine che gli esemplari immaturi. La parula di Virginia può essere facilmente scambiata con la parula del Colima, ma è più piccola e ha il groppone più giallo.

## Distribuzione e habitat
La parula di Virginia è comune nei fitti boschi di querce e pinyon e nelle boscaglie di collina che si sviluppano lungo il corso dei torrenti, ad altitudini comprese tra i 1800 e i 2700 m. Trascorre l'estate negli Stati Uniti sud-occidentali e migra più a sud durante l'inverno, fino al Belize o su alcune isole dei Caraibi quali le Bahamas, Cuba e le isole Turks e Caicos.

## Biologia
I nidi vengono costruiti sul terreno, nascosti tra le foglie secche e i ciuffi d'erba alla base di un arbusto o di un giovane albero. Il nido, a forma di coppa, è fatto di muschio, erba, pezzi di corteccia e radichette. La femmina depone tra le tre e le cinque uova, di colore bianco e segnate da piccole macchie marroni. I giovani vengono accuditi da entrambi i genitori, ma il periodo di incubazione e le altre abitudini legate alla nidificazione sono in gran parte ancora sconosciute.